# Hoek van Holland-Haven (métro de Rotterdam)
Hoek van Holland-Haven est une station de la ligne B du métro de Rotterdam.

## Situation sur le réseau

Plan du métro.

Établie en surface, Hoek van Holland-Haven, est jusqu'en 2023 le terminus sud-ouest provisoire de la ligne B du métro de Rotterdam, elle est située avant la station Steendijkpolder, en direction du terminus nord Nesselande,.